# Todd Martin
Pour les articles homonymes, voir Martin.
Todd Martin, né le 8 juillet 1970 à Hinsdale (Illinois), est un joueur et entraîneur de tennis américain.
Professionnel de 1990 à 2006, il a remporté huit titres sur le circuit ATP, et fut finaliste de l'Open d'Australie en 1994, de l'US Open en 1999, et de la Coupe du Grand Chelem en 1995. 
Joueur marquant des années 1990, Martin a également atteint les demi-finales des tournois de Wimbledon en 1994 et 1996, et de l'US Open en 1994 et 2000. Il s'est en outre hissé dans le dernier carré des Masters 1000 d'Indian Wells en 2002, de Toronto en 1993 et 1996, et de Paris-Bercy en 1998.
Joueur au gabarit impressionnant et doté d'un redoutable service, il fut notamment vainqueur de la Coupe Davis en 1995 avec l'équipe des États-Unis.
Todd Martin a achevé deux saisons dans le top dix mondial, en 1994 et 1999. Il atteint le classement de quatrième joueur mondial en septembre 1999, après sa finale à New York perdue face à Andre Agassi.
De 2009 à 2010, Martin fera partie, en tant qu’entraîneur, de l'équipe du joueur Serbe Novak Djokovic . Il a également entraîné son compatriote Mardy Fish. 
Joueur atypique, son comportement fut jugé austère et détonnant avec l'avènement de joueurs américains plus fantasques tels qu'Andy Roddick ou James Blake.
En avril 2019, il devient le directeur général de l'International Tennis Hall of Fame .

## Carrière
Martin a joué deux ans à l'Université Northwestern avant de devenir professionnel en 1990. Il remporte son premier titre ATP à Coral Springs en Floride en 1993.
Grâce à son entraîneur Robert Van't Hoof, Martin a percé au plus haut niveau en 1994. Il atteint la finale de l'Open d'Australie où il est dominé par le numéro 1 mondial Pete Sampras (6-7, 4-6, 4-6). À Wimbledon, il se hisse en demi-finales où il est vaincu par le futur vainqueur Pete Sampras (il est le seul à lui prendre un set de toute la quinzaine). À l'US Open, il perd à nouveau en demi-finale contre le futur champion, cette fois-ci Andre Agassi. Il remporte cette année-là les tournois du Queen's et de Memphis.
Martin remporte la Coupe Davis avec les États-Unis contre la Russie en 1995. Il atteint la finale de la Coupe du Grand Chelem, battu par Goran Ivanisevic (6-7, 3-6, 4-6). Il se hisse en demi-finale de Wimbledon en 1996 où il perd le cinquième set 10-8 contre Malivai Washington après avoir mené 5-1 et servi 2 fois pour le match. Il admettra plus tard qu'il a craqué dans les moments importants. Une blessure lui fait manquer une grande partie de la saison 1997, mais il revient en 1998 où il remporte les tournois de Barcelone et Stockholm.
En 1999, Martin réalise une très belle saison en atteignant les quarts de finale à l'Open d'Australie et Wimbledon et en décrochant la deuxième finale en Grand Chelem de sa carrière à l'US Open. Il remporte un match mémorable en huitième de finale face à Greg Rusedski, finaliste sortant. Ce dernier mène 2 sets à 0, sert pour le match dans le troisième set et mène 4-1 dans le cinquième mais Martin parvient finalement à remporter le match (5-7, 0-6, 7-6, 6-4, 6-4). Il empoche 20 des 21 derniers points du match malgré un bandage sur la jambe et un problème de déshydratation (il se fit soigner par intraveineuse après le match). En finale, il s'incline face à Andre Agassi au terme d'un superbe duel en 5 sets (4-6, 7-6, 7-6, 3-6, 2-6). Martin remporte également le titre à Sydney et atteint son meilleur classement ATP (4e).
En 2000, Martin réalisa une nouvelle grosse performance à l'US Open, atteignant les demi-finales pour s'incliner face au futur champion Marat Safin (3-6, 6-7, 6-7) après avoir réalisé un nouveau comeback en huitième de finale contre Carlos Moya (6-7, 6-7, 6-1, 7-6, 6-2).
Martin fut nommé Joueur s'étant le plus amélioré en 1993 et Joueur le plus fairplay en 1993 et 1994 par l'ATP. Il fut président du Conseil des Joueurs de 1995 à 1997 et de 1998 à 1999. Il mit fin à sa carrière en 2004.

## Ses deux finales de Grand Chelem
| Année | Tournoi          | Adversaire en finale | Score                   |
| 1994  | Open d'Australie | Pete Sampras         | 6-7, 4-6, 4-6           |
| 1999  | US Open          | Andre Agassi         | 4-6, 7-6, 7-6, 3-6, 2-6 |

## Autres
- Internationaux de France : Huitieme de finale en 1991
- US Open : Demi-finaliste en 1994 et 2000
- Wimbledon : Demi-finaliste en 1994 et 1996
- Masters de Paris-Bercy : Demi-finaliste en 1998
- Masters d'Indian Wells : Demi-finaliste en 2002
- Masters du Canada : Finaliste en 1993:Demi-finaliste en 1996
- Coupe du Grand Chelem : Finaliste en 1995:Demi-finaliste en 1994
- US Pro : Finaliste en 1993

## Parcours dans les tournois duGrand Chelem

### En simple
| Année | Open d'Australie | Open d'Australie | Internationaux de France | Internationaux de France | Wimbledon      | Wimbledon     | US Open         | US Open        |
| ----- | ---------------- | ---------------- | ------------------------ | ------------------------ | -------------- | ------------- | --------------- | -------------- |
| 1990  | —                | —                | —                        | —                        | —              | —             | 1er tour (1/64) | J.-P. Fleurian |
| 1991  | —                | —                | 1/8 de finale            | J. Courier               | —              | —             | 3e tour (1/16)  | D. Wheaton     |
| 1992  | —                | —                | —                        | —                        | 2e tour (1/32) | D. Wheaton    | 3e tour (1/16)  | P. Sampras     |
| 1993  | 1er tour (1/64)  | W. Ferreira      | 1er tour (1/64)          | D. Prinosil              | 1/4 de finale  | J. Courier    | 3e tour (1/16)  | R. Krajicek    |
| 1994  | Finale           | P. Sampras       | 3e tour (1/16)           | M. Larsson               | 1/2 finale     | P. Sampras    | 1/2 finale      | A. Agassi      |
| 1995  | 1/8 de finale    | I. Kafelnikov    | 3e tour (1/16)           | A. Chesnokov             | 1/8 de finale  | G. Ivanišević | 1/8 de finale   | P. Sampras     |
| 1996  | 3e tour (1/16)   | J. Björkman      | 3e tour (1/16)           | P. Sampras               | 1/2 finale     | M. Washington | 3e tour (1/16)  | T. Henman      |
| 1997  | —                | —                | —                        | —                        | —              | —             | 2e tour (1/32)  | J. Björkman    |
| 1998  | 2e tour (1/32)   | P. Rafter        | 1er tour (1/64)          | P. Sampras               | 1/8 de finale  | G. Ivanišević | 2e tour (1/32)  | G. Ivanišević  |
| 1999  | 1/4 de finale    | I. Kafelnikov    | —                        | —                        | 1/4 de finale  | P. Rafter     | Finale          | A. Agassi      |
| 2000  | 2e tour (1/32)   | F. Vicente       | 1er tour (1/64)          | J. I. Chela              | 2e tour (1/32) | A. Agassi     | 1/2 finale      | M. Safin       |
| 2001  | 1/4 de finale    | A. Agassi        | 1er tour (1/64)          | C. Mamiit                | 1/8 de finale  | T. Henman     | 2e tour (1/32)  | T. Robredo     |
| 2002  | 3e tour (1/16)   | T. Haas          | 2e tour (1/32)           | À. Corretja              | 2e tour (1/32) | A. Clément    | 1er tour (1/64) | G. Gaudio      |
| 2003  | —                | —                | 2e tour (1/32)           | T. Henman                | 3e tour (1/16) | R. Schüttler  | 1/8 de finale   | J. C. Ferrero  |
| 2004  | 3e tour (1/16)   | M. Safin         | 1er tour (1/64)          | A. Roddick               | 2e tour (1/32) | S. Schalken   | 1er tour (1/64) | F. Santoro     |

N.B. : à droite du résultat se trouve le nom de l'ultime adversaire.

### En double
| Année | Open d'Australie          | Open d'Australie        | Internationaux de France   | Internationaux de France   | Wimbledon                 | Wimbledon                  | US Open                     | US Open                    |
| ----- | ------------------------- | ----------------------- | -------------------------- | -------------------------- | ------------------------- | -------------------------- | --------------------------- | -------------------------- |
| 1990  | —                         | —                       | —                          | —                          | —                         | —                          | 2e tour (1/16) S. Bryan     | G. Forget J. Hlasek        |
| 1991  | —                         | —                       | —                          | —                          | —                         | —                          | 2e tour (1/16) T. Ho        | S. Davis D. Pate           |
| 1992  | —                         | —                       | —                          | —                          | —                         | —                          | 2e tour (1/16) T. Ho        | J. Eltingh P. Haarhuis     |
| 1993  | —                         | —                       | 1/8 de finale J. Palmer    | M.-K. Goellner D. Prinosil | —                         | —                          | 1er tour (1/32) M. Knowles  | D. Adams A. Olhovskiy      |
| 1994  | 2e tour (1/16) B. Shelton | L. Pimek G. Van Emburgh | —                          | —                          | 1/8 de finale S. Davis    | J. Eltingh P. Haarhuis     | —                           | —                          |
| 1995  | —                         | —                       | —                          | —                          | —                         | —                          | 1er tour (1/32) S. Davis    | T. Woodbridge M. Woodforde |
| 1996  | —                         | —                       | —                          | —                          | —                         | —                          | —                           | —                          |
| 1997  | —                         | —                       | —                          | —                          | —                         | —                          | —                           | —                          |
| 1998  | —                         | —                       | —                          | —                          | 2e tour (1/16) A. O'Brien | T. Woodbridge M. Woodforde | 1er tour (1/32) R. Reneberg | N. Kulti M. Tillström      |
| 1999  | —                         | —                       | —                          | —                          | —                         | —                          | —                           | —                          |
| 2000  | —                         | —                       | —                          | —                          | —                         | —                          | —                           | —                          |
| 2001  | —                         | —                       | —                          | —                          | —                         | —                          | —                           | —                          |
| 2002  | —                         | —                       | —                          | —                          | —                         | —                          | —                           | —                          |
| 2003  | —                         | —                       | —                          | —                          | —                         | —                          | —                           | —                          |
| 2004  | —                         | —                       | 1er tour (1/32) M. Youzhny | X. Malisse O. Rochus       | —                         | —                          | —                           | —                          |

N.B. : le nom du ou de la partenaire se trouve sous le résultat ; le nom des ultimes adversaires se trouve à droite.

## Parcours dans lesMasters 1000
| Année | Indian Wells                | Miami                       | Monte-Carlo        | Rome                    | Hambourg            | Canada                      | Cincinnati                 | Stockholm puis Essen puis Stuttgart puis Madrid | Paris                     |
| ----- | --------------------------- | --------------------------- | ------------------ | ----------------------- | ------------------- | --------------------------- | -------------------------- | ----------------------------------------------- | ------------------------- |
| 1992  | —                           | —                           | —                  | —                       | —                   | 2e tour I. Lendl            | 2e tour C. Pioline         | —                                               | —                         |
| 1993  | 1/8 de finale J. Courier    | 2e tour P. Sampras          | —                  | —                       | —                   | Finale M. Pernfors          | 1er tour A. Agassi         | 1/8 de finale G. Ivanišević                     | 1/8 de finale M. Stich    |
| 1994  | 1/8 de finale P. Korda      | 2e tour B. Black            | —                  | —                       | —                   | 2e tour A. Mansdorf         | —                          | 1/8 de finale A. Agassi                         | 1/8 de finale A. Agassi   |
| 1995  | 1/4 de finale P. Sampras    | 2e tour T. Woodbridge       | —                  | 2e tour B. Ulihrach     | —                   | 1/8 de finale M. Chang      | 1/8 de finale P. Sampras   | 2e tour T. Enqvist                              | 1/8 de finale Bo. Becker  |
| 1996  | 1/8 de finale A. Agassi     | 1/8 de finale P. Sampras    | 1er tour P. Korda  | 1/8 de finale T. Muster | —                   | 1/2 finale W. Ferreira      | 2e tour B. Karbacher       | 1/8 de finale G. Ivanišević                     | 1/8 de finale P. Haarhuis |
| 1997  | —                           | —                           | —                  | —                       | —                   | —                           | —                          | 1/4 de finale P. Rafter                         | 1er tour J. Siemerink     |
| 1998  | 2e tour P. Sampras          | 3e tour S. Campbell         | 1er tour A. Agassi | 2e tour I. Kafelnikov   | —                   | 2e tour I. Kafelnikov       | 1/8 de finale P. Rafter    | 1/8 de finale I. Kafelnikov                     | 1/2 finale P. Sampras     |
| 1999  | 1/4 de finale Philippoussis | —                           | —                  | —                       | —                   | 1/4 de finale I. Kafelnikov | 2e tour J. Gimelstob       | 1/4 de finale G. Rusedski                       | 2e tour T. Enqvist        |
| 2000  | —                           | —                           | —                  | 1er tour A. Agassi      | 2e tour À. Corretja | 1er tour N. Kiefer          | 1/4 de finale G. Kuerten   | —                                               | —                         |
| 2001  | —                           | 1er tour M. Mirnyi          | —                  | 1er tour J. Boutter     | 2e tour N. Kiefer   | 1/8 de finale P. Rafter     | 2e tour N. Kiefer          | —                                               | —                         |
| 2002  | 1/2 finale T. Henman        | 2e tour J. C. Ferrero       | —                  | —                       | 1er tour A. Roddick | 1/8 de finale F. Santoro    | 1er tour T. Robredo        | —                                               | —                         |
| 2003  | 1er tour J. Blake           | 1/4 de finale P. Srichaphan | —                  | —                       | —                   | —                           | 1/8 de finale R. Schüttler | —                                               | —                         |
| 2004  | 1er tour A. Dupuis          | 1/8 de finale A. Pavel      | —                  | 1er tour M. Verkerk     | —                   | —                           | —                          | —                                               | —                         |

N.B. : sous le résultat se trouve le nom de l’ultime adversaire.